# Maurizio Varini
Maurizio Varini (* 30. August 1978 in Castiglione delle Stiviere) ist ein italienischer Radrennfahrer.
Maurizio Varini begann seine Karriere 2004 bei dem Radsportteam Miche. 2005 wechselte zum italienischen Continental Team Ceramica Flaminia. In seinem ersten Jahr dort gewann er das Zeitfahren beim Course de la Solidarité Olympique und wurde Zweiter in der Gesamtwertung werden. Er fuhr für diese Mannschaft, die seit 2006 eine Lizenz als Professional Continental Team besaß, bis 2007, konnte aber keine weiteren internationalen Erfolge erzielen. Nach 2007 wurde er nicht mehr bei einem UCI-Team registriert.

## Erfolge
2005
- eine Etappe Course de la Solidarité Olympique

## Teams
- 2004 Miche
- 2005 Ceramica Flaminia
- 2006 Ceramica Flaminia
- 2007 Ceramica Flaminia